# Brais Méndez
Brais Méndez Portela (Mos, 7 gennaio 1997) è un calciatore spagnolo, centrocampista della Real Sociedad.

## Caratteristiche tecniche
È un trequartista di piede mancino, dotato di buon dribbling e visione di gioco.

## Carriera

### Club
Cresciuto nelle giovanili del Celta Vigo, ha esordito in prima squadra il 21 settembre 2017 in un match pareggiato 1-1 contro il Getafe.
Il 6 luglio 2022 viene acquistato dalla Real Sociedad.

### Nazionale
Ha giocato nelle nazionali giovanili spagnole Under-17 ed Under-18.
Il 18 novembre 2018 ha debuttato a Las Palmas con la nazionale maggiore in amichevole contro la Bosnia ed Erzegovina, subentrando a Suso al 59º minuto e decidendo la sfida segnando il gol del definitivo 1-0, realizzato al 78º minuto.
Il 7 giugno 2021 viene aggregato al ritiro di preparazione per gli europei come possibile sostituto di Sergio Busquets positivo al COVID-19.

## Statistiche

### Presenze e reti nei club
Statistiche aggiornate al 2 marzo 2025.
| Stagione             | Squadra              | Campionato           | Campionato | Campionato | Coppe nazionali | Coppe nazionali | Coppe nazionali | Coppe continentali | Coppe continentali | Coppe continentali | Altre coppe | Altre coppe | Altre coppe | Totale | Totale | Totale |
| Stagione             | Squadra              | Comp                 | Pres       | Reti       | Comp            | Pres            | Reti            | Comp               | Pres               | Reti               | Comp        | Pres        | Reti        | Pres   | Reti   |        |
| -------------------- | -------------------- | -------------------- | ---------- | ---------- | --------------- | --------------- | --------------- | ------------------ | ------------------ | ------------------ | ----------- | ----------- | ----------- | ------ | ------ | ------ |
| 2017-2018            | Celta Vigo           | PD                   | 20         | 1          | CR              | 4               | 0               | -                  | -                  | -                  | -           | -           | -           | 24     | 1      |        |
| 2018-2019            | Celta Vigo           | PD                   | 31         | 6          | CR              | 1               | 0               | -                  | -                  | -                  | -           | -           | -           | 32     | 6      |        |
| 2019-2020            | Celta Vigo           | PD                   | 31         | 0          | CR              | 3               | 1               | -                  | -                  | -                  | -           | -           | -           | 34     | 1      |        |
| 2020-2021            | Celta Vigo           | PD                   | 34         | 9          | CR              | 2               | 0               | -                  | -                  | -                  | -           | -           | -           | 36     | 9      |        |
| 2021-2022            | Celta Vigo           | PD                   | 37         | 4          | CR              | 2               | 1               | -                  | -                  | -                  | -           | -           | -           | 39     | 5      |        |
| Totale Celta Vigo    | Totale Celta Vigo    | Totale Celta Vigo    | 153        | 20         |                 | 13              | 2               |                    | -                  | -                  |             | -           | -           | 166    | 22     |        |
| 2022-2023            | Real Sociedad        | PD                   | 34         | 8          | CR              | 5               | 1               | UEL                | 8                  | 2                  | -           | -           | -           | 47     | 11     |        |
| 2023-2024            | Real Sociedad        | PD                   | 32         | 5          | CR              | 5               | 0               | UCL                | 7                  | 3                  | -           | -           | -           | 44     | 8      |        |
| 2024-2025            | Real Sociedad        | PD                   | 21         | 3          | CR              | 5               | 3               | UEL                | 11                 | 2                  | -           | -           | -           | 37     | 8      |        |
| Totale Real Sociedad | Totale Real Sociedad | Totale Real Sociedad | 87         | 16         |                 | 15              | 4               |                    | 26                 | 7                  |             | -           | -           | 128    | 27     |        |
| Totale carriera      | Totale carriera      | Totale carriera      | 240        | 36         |                 | 28              | 6               |                    | 26                 | 7                  |             | -           | -           | 294    | 49     |        |

### Cronologia presenze e reti in nazionale
| Cronologia completa delle presenze e delle reti in nazionale ― Spagna | Cronologia completa delle presenze e delle reti in nazionale ― Spagna | Cronologia completa delle presenze e delle reti in nazionale ― Spagna | Cronologia completa delle presenze e delle reti in nazionale ― Spagna | Cronologia completa delle presenze e delle reti in nazionale ― Spagna | Cronologia completa delle presenze e delle reti in nazionale ― Spagna | Cronologia completa delle presenze e delle reti in nazionale ― Spagna | Cronologia completa delle presenze e delle reti in nazionale ― Spagna |
| Data                                                                  | Città                                                                 | In casa                                                               | Risultato                                                             | Ospiti                                                                | Competizione                                                          | Reti                                                                  | Note                                                                  |
| --------------------------------------------------------------------- | --------------------------------------------------------------------- | --------------------------------------------------------------------- | --------------------------------------------------------------------- | --------------------------------------------------------------------- | --------------------------------------------------------------------- | --------------------------------------------------------------------- | --------------------------------------------------------------------- |
| 18-11-2018                                                            | Las Palmas                                                            | Spagna                                                                | 1 – 0                                                                 | Bosnia ed Erzegovina                                                  | Amichevole                                                            | 1                                                                     | 59’                                                                   |
| 2-9-2021                                                              | Solna                                                                 | Svezia                                                                | 2 – 1                                                                 | Spagna                                                                | Qual. Mondiali 2022                                                   | -                                                                     | 85’                                                                   |
| 5-9-2021                                                              | Badajoz                                                               | Spagna                                                                | 4 – 0                                                                 | Georgia                                                               | Qual. Mondiali 2022                                                   | -                                                                     | 74’                                                                   |
| 14-11-2021                                                            | Siviglia                                                              | Spagna                                                                | 1 – 0                                                                 | Svezia                                                                | Qual. Mondiali 2022                                                   | -                                                                     | 89’ 90+1’                                                             |
| Totale                                                                |                                                                       | Presenze                                                              | 4                                                                     |                                                                       | Reti                                                                  | 1                                                                     |                                                                       |